# По (місто)

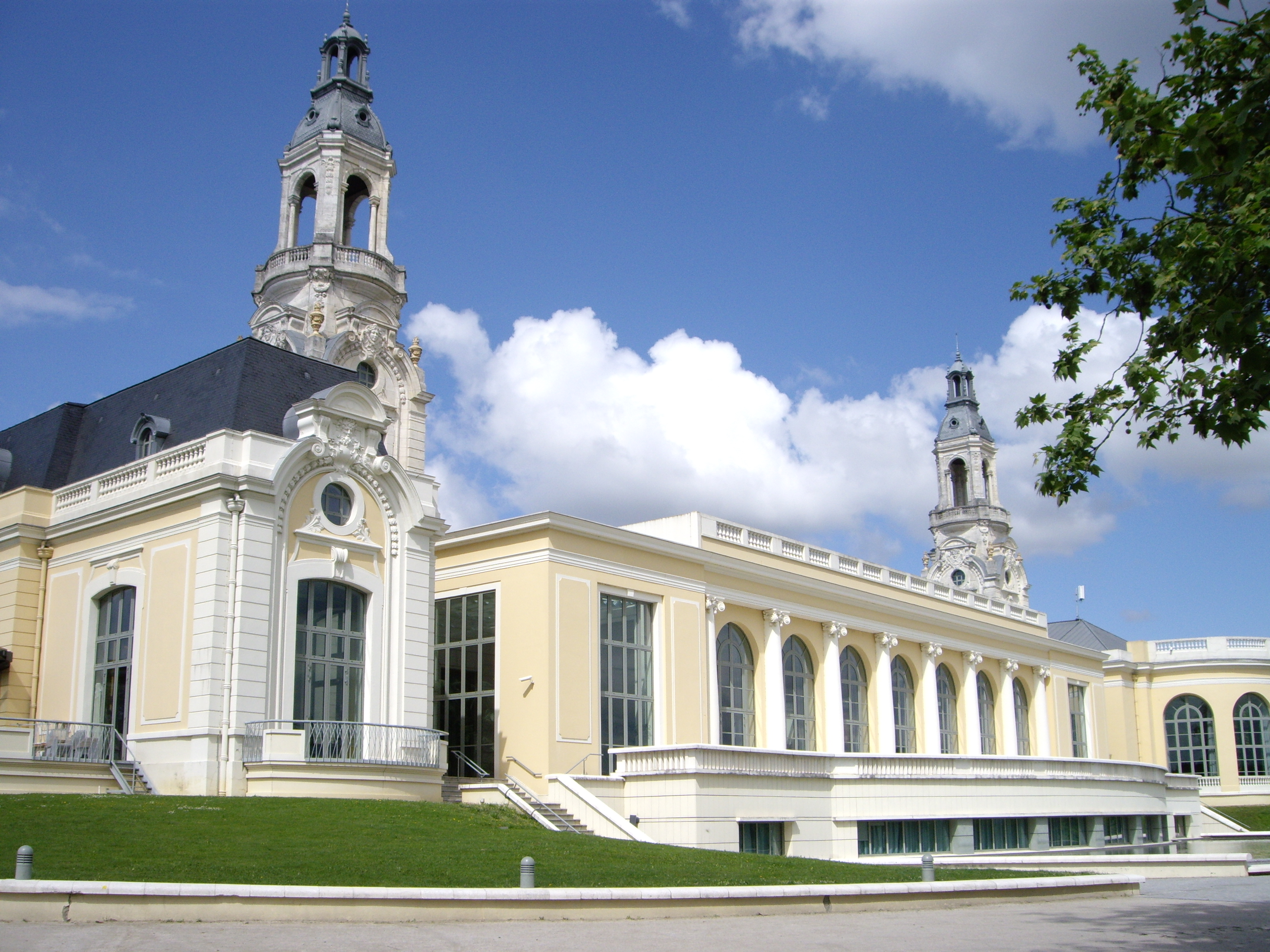

По (фр. Pau фр. вимова: [po]; окситанська вимова: [paw]; баск. Paue) — місто та муніципалітет у Франції, у регіоні Нова Аквітанія, адміністративний центр департаменту Атлантичні Піренеї. Населення — 77 066 осіб (01.01.2021).
Муніципалітет розташований на відстані близько 660 км на південь від Парижа, 175 км на південь від Бордо.

## Визначні місця
- З Піренейського бульвару, що на південному краю підвищеного центру міста, відкривається панорамний вид на гірський хребет Піренеїв.
- Замок По в центрі старого міста був заснований в середньовіччі і є батьківщиною Генріха IV.
- Музей образотворчих мистецтв По розміщений у будівлі в стилі ар-деко 1931 року і є муніципальним музеєм, в якому експонується європейське мистецтво, з акцентом на французькому живописі XIX століття.
- Музей Бернадотта презентує історію династії Бернадоттів та Жана Батіста Бернадотта, який народився в По, а згодом став королем Швеції Карлом XIV Іоанном.

## Демографія
Динаміка населення ( ):
Розподіл населення за віком та статтю (2006):
| Стать | Всього | До 15 років | 15-24 | 25-44  | 45-64  | 65-85 | Понад 85 |
| --- | ------ | ----------- | ----- | ------ | ------ | ----- | -------- |
| Чоловіки | 38 660 | 5796        | 6953  | 11 319 | 8458   | 5432  | 702      |
| Жінки | 45 259 | 5239        | 8113  | 10 797 | 10 483 | 8734  | 1893     |
| \| Статево-вікова піраміда \| Статево-вікова піраміда \| Статево-вікова піраміда \| \| ----------------------- \| ----------------------- \| ----------------------- \| \| Чоловіки \| Вік \| Жінки \| \| 702 \| 85 + \| 1893 \| \| 919 \| 80-84 \| 2082 \| \| 1368 \| 75-79 \| 2379 \| \| 1574 \| 70-74 \| 2254 \| \| 1571 \| 65-69 \| 2019 \| \| 1746 \| 60-64 \| 2200 \| \| 2314 \| 55-59 \| 2717 \| \| 2220 \| 50-54 \| 2929 \| \| 2178 \| 45-49 \| 2637 \| \| 2164 \| 40-44 \| 2430 \| \| 2456 \| 35-39 \| 2429 \| \| 3026 \| 30-34 \| 2672 \| \| 3673 \| 25-29 \| 3266 \| \| 4353 \| 20-24 \| 5006 \| \| 2600 \| 15-20 \| 3107 \| \| 1893 \| 10-14 \| 1719 \| \| 1869 \| 5-9 \| 1676 \| \| 2034 \| 0-4 \| 1844 \| |        |             |       |        |        |       |          |
| Статево-вікова піраміда |        |             |       |        |        |       |          |
| Чоловіки | Вік    | Жінки       |       |        |        |       |          |
| 702 | 85 +   | 1893        |       |        |        |       |          |
| 919 | 80-84  | 2082        |       |        |        |       |          |
| 1368 | 75-79  | 2379        |       |        |        |       |          |
| 1574 | 70-74  | 2254        |       |        |        |       |          |
| 1571 | 65-69  | 2019        |       |        |        |       |          |
| 1746 | 60-64  | 2200        |       |        |        |       |          |
| 2314 | 55-59  | 2717        |       |        |        |       |          |
| 2220 | 50-54  | 2929        |       |        |        |       |          |
| 2178 | 45-49  | 2637        |       |        |        |       |          |
| 2164 | 40-44  | 2430        |       |        |        |       |          |
| 2456 | 35-39  | 2429        |       |        |        |       |          |
| 3026 | 30-34  | 2672        |       |        |        |       |          |
| 3673 | 25-29  | 3266        |       |        |        |       |          |
| 4353 | 20-24  | 5006        |       |        |        |       |          |
| 2600 | 15-20  | 3107        |       |        |        |       |          |
| 1893 | 10-14  | 1719        |       |        |        |       |          |
| 1869 | 5-9    | 1676        |       |        |        |       |          |
| 2034 | 0-4    | 1844        |       |        |        |       |          |

## Економіка
2010 року серед 53 249 осіб працездатного віку (15—64 років) 34 766 були активними, 18 483 — неактивними (показник активності 65,3%, у 1999 році було 62,6%). З 34 766 активних мешканців працювали 29 724 особи (15 311 чоловіків та 14 413 жінок), безробітними було 5042 (2440 чоловіків та 2602 жінки). Серед 18 483 неактивних 9177 осіб було учнями чи студентами, 3620 — пенсіонерами, 5686 були неактивними з інших причин.

У 2010 році у муніципалітеті числилось 38852 оподатковані домогосподарства, у яких проживали 72065,5 особи, медіана доходів виносила 17 881 євро на одного особоспоживача.

## Уродженці
- Мішель Бенсуссан (*1954) — французький футболіст, воротар.